# Горнсбі (Теннессі)
Горнсбі (англ. Hornsby) — місто (англ. town) в США, в окрузі Гардеман штату Теннессі. Населення — 264 особи (2020).

## Географія
Горнсбі розташоване за координатами 35°13′46″ пн. ш. 88°49′49″ зх. д. / 35.22944° пн. ш. 88.83028° зх. д. (35.229529, -88.830230).  За даними Бюро перепису населення США в 2010 році місто мало площу 3,06 км², уся площа — суходіл. В 2017 році площа становила 2,72 км², уся площа — суходіл.

## Демографія
Згідно з переписом 2010 року, у місті мешкали 303 особи в 109 домогосподарствах у складі 84 родин. Густота населення становила 99 осіб/км².  Було 129 помешкань (42/км²).
Расовий склад населення:
| - 95,4 % — білих - 2,0 % — чорних або афроамериканців - 1,3 % — осіб інших рас |

До двох чи більше рас належало 1,3 %. Частка іспаномовних становила 2,0 % від усіх жителів.
За віковим діапазоном населення розподілялося таким чином: 28,7 % — особи молодші 18 років, 58,8 % — особи у віці 18—64 років, 12,5 % — особи у віці 65 років та старші. Медіана віку мешканця становила 36,4 року. На 100 осіб жіночої статі у місті припадало 80,4 чоловіків;  на 100 жінок у віці від 18 років та старших — 80,0 чоловіків також старших 18 років.
Середній дохід на одне домашнє господарство  становив 44 141 долар США (медіана — 32 083), а середній дохід на одну сім'ю — 49 313 долари (медіана — 45 000). Медіана доходів становила 46 346 доларів для чоловіків та 39 375 доларів для жінок. За межею бідності перебувало 24,3 % осіб, у тому числі 22,3 % дітей у віці до 18 років та 14,6 % осіб у віці 65 років та старших.
Цивільне працевлаштоване населення становило 97 осіб. Основні галузі зайнятості: виробництво — 42,3 %, освіта, охорона здоров'я та соціальна допомога — 21,6 %, транспорт — 13,4 %, роздрібна торгівля — 9,3 %.